# Caecanthrax inauratus
Caecanthrax inauratus är en tvåvingeart som först beskrevs av Johann Christoph Friedrich Klug 1832.  Caecanthrax inauratus ingår i släktet Caecanthrax och familjen svävflugor. Inga underarter finns listade i Catalogue of Life.